# Bystřice nad Pernštejnem
Bystřice nad Pernštejnem település Csehországban, a Žďár nad Sázavou-i járásban. Bystřice nad Pernštejnem Rožná, Rozsochy, Věchnov, Vír, Štěpánov nad Svratkou, Rodkov, Dalečín, Koroužné, Nové Město na Moravě, Lísek, Písečné, Ždánice, Zvole és Bohuňov településekkel határos. Lakosainak száma 7896 fő (2024. január 1.).

## Népesség
A település lakosságának változását az alábbi diagram mutatja:
| Lakosok száma | 5468 | 5119 | 4576 | 3922 | 9510 | 9068 | 8202 | 8110 | 7835 | 7896 |
|               | 1869 | 1890 | 1921 | 1950 | 1980 | 2001 | 2017 | 2019 | 2022 | 2024 |